# Boguszczyn
Boguszczyn – nieoficjalna osada wsi Godków w Polsce położona w województwie zachodniopomorskim, w powiecie gryfińskim, w gminie Chojna.
Nazwa z nadanym identyfikatorem SIMC występuje w zestawieniach archiwalnych TERYT z 1999 roku.
W latach 1975–1998 miejscowość należała administracyjnie do województwa szczecińskiego.